# 吉田知代
吉田 知代（よしだ ともよ、1975年（昭和50年）2月23日 - ）は、日本の政治家。日本維新の会所属の元衆議院議員（1期）。元丹波篠山市議会議員（2期）。政治活動では「吉田とも代」の表記を使用している。

## 来歴
兵庫県神戸市垂水区出身（現住所は明石市上ノ丸3丁目）。神戸松蔭女子学院大学短期大学部卒業。トヨタグループ輸送機器メーカー、損害保険会社に勤務。
2016年4月の兵庫県篠山市（現・丹波篠山市）の市議会議員選挙におおさか維新の会公認で当選し、2期務める。
2021年、日本維新の会本部は次期衆院選に向け、祖父母が徳島県出身である吉田を徳島1区に吉田を擁立することを決定。同年9月30日、吉田は市議を辞職。10月4日、徳島1区から日本維新の会公認で立候補する意向を正式に表明した。10月19日、第49回衆議院議員総選挙が告示。吉田は住民票を兵庫県から徳島県に移さなかったため、選挙事務所を借りることができなかった。そのため、日本維新の会徳島県総支部（徳島維新の会、代表は衆議院議員の井上英孝）の岡孝治幹事長の許可を得ずに、徳島1区の事務所を総支部に置く登録をした。
同年10月31日、投開票。仁木博文・後藤田正純らの争いに埋没し、得票率は供託金没収点を僅かに上回る10.10％であったが、比例四国ブロックで日本維新の会が1議席を獲得したため、比例復活で初当選した。
当選後、吉田はメディアに「郊外に大規模な商業施設を誘致し、公園を作り、徳島を発展させたい」と抱負を述べた。しかし徳島市では、JR徳島駅前のアミコビルからそごう徳島店が撤退したばかりで、内藤佐和子徳島市長（当時）の掲げる旧徳島市立文化センター跡地の県立ホール建設構想を含め、中心市街地の再開発事業が重要視されていた頃であった。岡ら地元維新幹部は「徳島のことを何も知らない吉田氏とはやっていけない」と述べ、2022年1月、同党徳島県総支部の解散を決めた。
2022年4月16日、組織を一新した「徳島維新の会」は記者会見を開き、団体の設立を県選管に届け出たと発表した。代表には吉田が就き、幹事長に梅村聡参議院議員、総務会長に池下卓衆議院議員らが就いた。
2024年10月27日の第50回衆議院議員総選挙では、小選挙区では得票率11.8%で敗れ、比例四国ブロックで維新が議席を確保できなかったため落選した。

## 政策・主張

### 憲法
- 憲法改正について、2021年、2024年のアンケートで「賛成」と回答[15][16]。

- 憲法9条への自衛隊の明記について、2021年のNHKのアンケートで「どちらかといえば賛成」と回答[17]。2024年のNHKのアンケートで「賛成」と回答[16]。

- 改正すべき項目として「教育の充実に向けた環境整備を行う旨を明記する」「憲法裁判所を設置する」と主張[15]。

- 憲法を改正し緊急事態条項を設けることについて、2021年の毎日新聞社のアンケートで「賛成」と回答[18]。2024年のNHKのアンケートで「賛成」と回答[16]。

### 外交・安全保障
- 「他国からの攻撃が予想される場合には敵基地攻撃もためらうべきではない」との問題提起に対し、2021年のアンケートで「どちらかといえば賛成」と回答[15]。

- 「北朝鮮に対しては対話よりも圧力を優先すべきだ」との問題提起に対し、2021年のアンケートで「どちらかといえば賛成」と回答[15]。

- 普天間基地の辺野古移設について、2021年のアンケートで「どちらかといえば賛成」と回答[15]。

- 徴用工訴訟などの歴史問題をめぐる日韓の関係悪化についてどう考えるかとの問いに対し、2021年の毎日新聞社のアンケートで「より強い態度で臨む」と回答[18]。

### ジェンダー
- 選択的夫婦別姓制度の導入について、2021年の朝日新聞社のアンケートで「どちらかといえば賛成」と回答[15]。2024年のNHKのアンケートで「賛成」と回答[16]。

- 同性婚を可能とする法改正について、2021年の朝日新聞社のアンケートで「どちらかといえば賛成」と回答[15]。2024年のNHKのアンケートで「反対」と回答[16]。

- 「LGBTなど性的少数者をめぐる理解増進法案を早期に成立させるべきか」との問題提起に対し、2021年のアンケートで「賛成」と回答[15]。

- クオータ制の導入について、2021年のNHKのアンケートで「どちらかといえば反対」と回答[17]。2024年のNHKのアンケートで回答しなかった[16]。

### その他
- 森友学園への国有地売却をめぐる公文書改竄問題で、2021年5月6日、国は「赤木ファイル」の存在を初めて認めた[19]。しかし5月13日、菅義偉首相はファイルの存在を踏まえた再調査を行わない考えを報道各社に書面で示した[20]。9月の自民党総裁選挙で総裁に選出された岸田文雄も10月11日、衆議院本会議の代表質問で再調査の実施を否定した[21]。国の対応をどう考えるかとの同年の毎日新聞社のアンケートに対し、回答しなかった[18]。
- 「原子力発電への依存度について今後どうするべきか」との問題提起に対し、2021年のアンケートで「下げるべき」と回答[17]。
- 新型コロナウイルス対策として、消費税率の一時的な引き下げは「必要」と回答[17]。

## 選挙歴
| 当落 | 選挙                         | 執行日         | 年齢 | 選挙区      | 政党             | 得票数   | 得票率 | 定数 | 得票順位 /候補者数 | 政党内比例順位 /政党当選者数 |
| ---- | ---------------------------- | -------------- | ---- | ----------- | ---------------- | -------- | ------ | ---- | ------------------ | ---------------------------- |
| 当   | 2016年丹波篠山市議会議員選挙 | 2016年4月24日  | 41   | ーー        | おおさか維新の会 | 1027票   | ーー   | 18   | 9/20               | /                            |
| 当   | 2020年丹波篠山市議会議員選挙 | 2020年4月26日  | 45   | ーー        | おおさか維新の会 | 1049票   | ーー   | 18   | 7/23               | /                            |
| 比当 | 第49回衆議院議員総選挙       | 2021年10月31日 | 46   | 徳島県第1区 | 日本維新の会     | 2万65票  | 10.10% | 1    | 3/4                | 1/1                          |
| 落   | 第50回衆議院議員総選挙       | 2024年10月27日 | 49   | 徳島県第1区 | 日本維新の会     | 2万270票 | 11.84% | 1    | 3/5                | 2/0                          |